# Мозамбикско-португальские отношения
Мозамбикско-португальские отношения — двусторонние дипломатические отношения между Мозамбиком и Португалией. Государства являются членами Содружества португалоязычных стран. 

## История
С 1505 по 1974 год территория современного Мозамбика входила в состав Португальской империи, а затем Португальской Республики, как Португальская Восточная Африка. С 1964 по 1974 продолжалась война за независимость Мозамбика, которая закончилась подписанием Лусакских соглашений и признанием Португалией независимости Мозамбика.

## Торговля
Португальские компании являются вторым по величине частным инвестором в экономику Мозамбика. В июле 2008 года страны подписали соглашение о создании фонда для привлечения инвестиций в энергетический сектор Мозамбика на сумму 124 миллиона долларов США. Кроме того, Португалия аннулировала оставшуюся задолженность Мозамбика в размере 393,4 миллиона долларов США, которая образовалась с момента обретения независимости этой страной и до 2005 года.
В 2018 году Мозамбик поставил товаров в Португалию на сумму 41,08 миллионов долларов США, в экспорт португальских товаров в Мозамбик был осуществлен на сумму 230,42 миллионов долларов США.

## Дипломатические миссии
- Мозамбик имеет посольство в Лиссабоне[6].
- Португалия содержит посольство в Мапуту[7].